# Катарский риал
Ка́тарский риа́л, иногда рия́л (араб. ريال قطري‎) — денежная единица Государства Катар, равная 100 дирхамам.
Курс риала привязан к доллару США в соотношении 1 USD = 3,64 QAR

## История
До 28 апреля 1959 года в стране имела хождение индийская рупия, пока её не заменила выпущенная для стран Персидского залива рупия Персидского залива. Рупия Персидского залива была привязана к индийской рупии и, когда индийская рупия обесценилась в 1965 году, упала стоимость рупии Персидского залива, и тогда Катар наряду с другими странами Персидского залива решил выпустить свою собственную денежную единицу.
Прежде чем это сделать, страна в 1966 году перешла на саудовский риал, имевший на то время курс 1 риал = 1,065 рупий. В сентябре Катар и Дубай ввели в обращение общую валюту — риял Катара и Дубая. Но после того, как в 1973 году Дубай вошёл в состав ОАЭ, Катар начал выпускать собственную валюту — катарский риал.
Несмотря на привязку курса катарского риала к американскому доллару, в ходе дипломатического кризиса вокруг Катара в июне—июле 2017 года курс национальной валюты претерпевал резкие колебания. По данным Google finance, 26 июня курс риала упал до значения 3,79 риалов за 1 доллар США. На текущий момент (22 июля) курс валюты вернулся к фиксированному значению (около 3,64 риала за 1 доллар).

## Банкноты
В июне 2003 года Центральный банк Катара ввёл в обращение новые банкноты номиналом 1, 5, 10, 50, 100 и 500 риалов. От банкнот 1996 года выпуска они отличаются высокой степенью защиты и новыми цветами.
10 декабря 2020 года в оборот введены банкноты новой, пятой серии, в которую вошла банкнота нового номинала — 200 риалов. Новая серия банкнот имеет улучшенную степень защиты от подделок.

## Режим валютного курса
Курс риала привязан к доллару США в соотношении 1 доллар = 3,64 риала.